# Punkt anilinowy
Punkt anilinowy – temperatura, w której rozpoczyna się rozdzielenie faz podczas ochładzania roztworu uzyskanego z równych objętości aniliny i benzyny lub ropy naftowej itp. Pozwala ocenić zawartość węglowodorów aromatycznych w badanym produkcie – im niższy punkt anilinowy, tym większa zawartość związków aromatycznych. 